# Cirsium vallis-demonii
Cirsium vallis-demonii là một loài thực vật có hoa trong họ Cúc. Loài này được Lojac. mô tả khoa học đầu tiên năm 1884.